# Sănătatea mintală a lui Isus din Nazaret

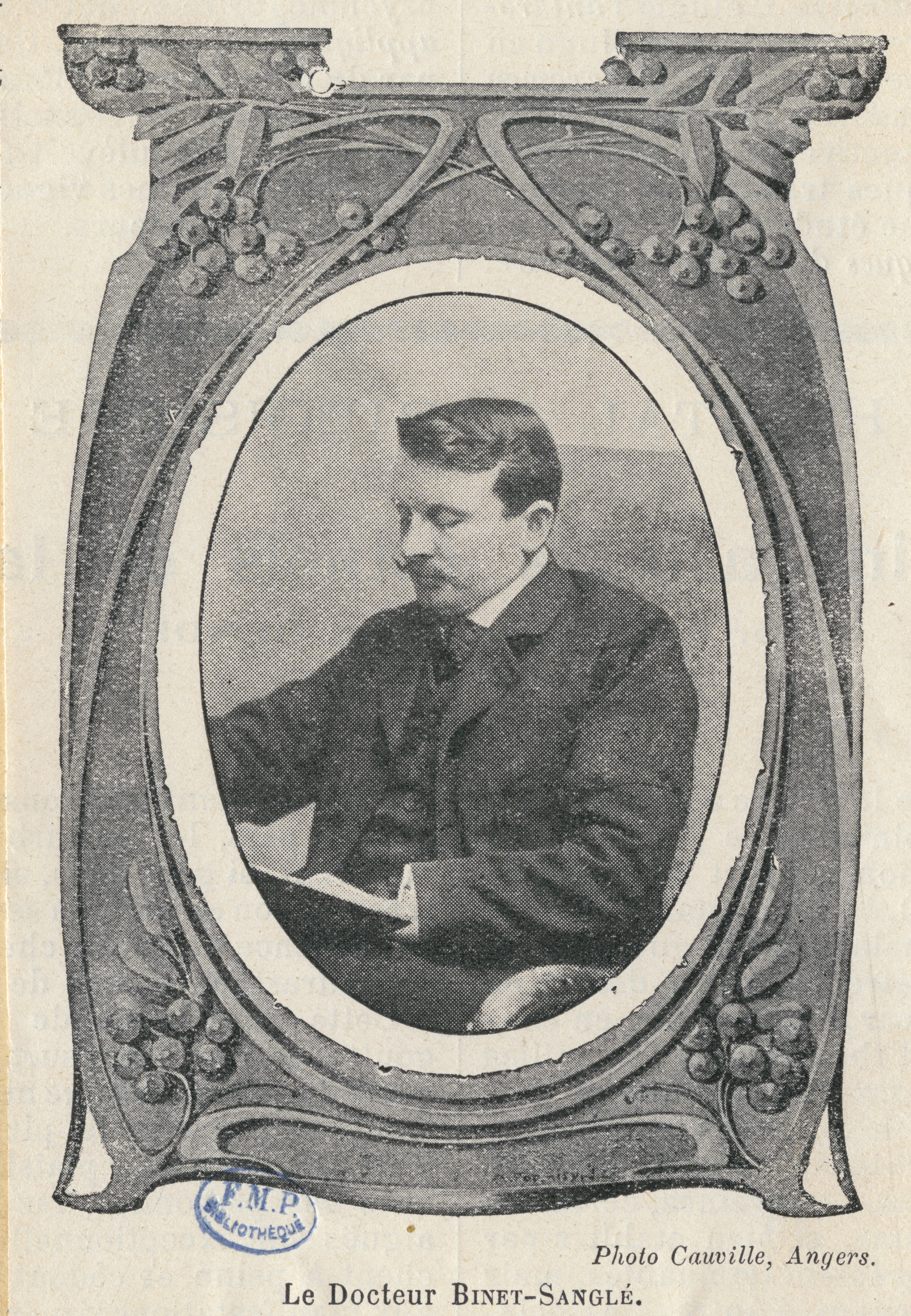
Charles Binet-Sanglé, autorul cărții La Folie de Jésus (1908-1915) primul studiu serios despre sănătatea mintală a lui Isus din Nazaret.

Întrebarea dacă Isus din Nazaret era într-o bună sănătate mintală a fost explorată de mai mulți psihologi, psihiatri, medici, filosofi, istorici și scriitori. Primul care a pus sub semnul întrebării sănătatea mintală a lui Isus pe larg și în detaliu a fost psihologul francez Charles Binet-Sanglé⁠(d) (1908-1915), medicul șef al spitalului din Paris și autorul cărții în patru volume La Folie de Jésus. Această perspectivă și-a găsit atât susținători, cât și adversari.
Isus din Nazaret sau Iisus (ישוע, Ieșu, יֵשׁוּעַ‎, Ieșua, Iehoșua, Ἰησοῦς, Iesous, Iesus; n. ca. 4 î.e.n., Nazaret — d. ca. 30 e.n., Ierusalim) a fost un predicator evreu din Galileea, Iudeea, care a trăit în timpul ocupației romane a Israelului și care a fost crucificat în Ierusalim în jurul anului 30, sub guvernarea lui Ponțiu Pilat.

## Opinii care contestă sănătatea mintală a lui Isus
Tema evaluării psihicului lui Iisus apare mai întâi în evanghelii. Evanghelia după Marcu raportează părerea membrilor familiei lui Isus, care cred că Isus „și-a pierdut mințile" și încearcă să-l ia acasă. Unii psihiatri, savanți și scriitori religioși explică faptul că familia, adepții și contemporanii lui Isus îl considerau în mod serios delirant, posedat de demoni sau nebun - vezi: Marcu 3:21-22. Acuzația conținută în Evanghelia după Ioan este mai literală - vezi: Ioan 10:19-20.
Savantul de studii religioase Justin Meggitt⁠(d) - în articolul său „Nebunia regelui Isus: de ce a fost pus Isus la moarte, dar urmașii săi nu au fost?” (2007) și în cartea sa Nebunia regelui Isus: adevăratele motive pentru Execuția Sa (2010) - susține că Pilat și ceilalți romani îl priveau pe Isus ca pe un nebun, lunatic. Prin urmare, numai Isus a fost condamnat la moarte (sub presiunea preoților evrei), în timp ce discipolii lui nu au fost. Iisus urma să fie prezentat lui Pilat și condamnat la moarte ca un pretendent regal, în timp ce procedura romană standard era urmărirea și executarea insurgenților împreună cu conducătorii lor. Ucenicii lui Isus nu numai că nu au avut o astfel de soartă, dar chiar mai târziu nu au suferit nicio hărțuire din partea autorităților romane în timp ce predicau despre Isus.
Jean Meslier (1664–1729) a gândit în mod similar. În Testamentul său s-a angajat să demonstreze că Isus „a fost într-adevăr un nebun, un fanatic” (étoit véritablement un fou, un insensé, un fanatique). El a făcut-o apoi în capitolele XXXIII și XXXIV.

Subminarea sănătății mintale a lui Isus a continuat în secolul al XIX-lea odată cu prima documentare a lui Isus cel istoric. David Friedrich Strauss (Das Leben Jesu, ediția a doua, 1864) a susținut că Isus a fost un fanatic. Lemuel K. Washburn⁠(d) (Isus a fost nebun?) a concluzionat că „Isus nu a fost divin, ci nebun”. Friedrich Nietzsche (Așa vorbit-a Zarathustra, Antihristul) a sugerat imaturitatea sa mentală. Oskar Panizza⁠(d) l-a introdus pe Isus ca un caz psihopatologic și paranoic. Georg Lomer⁠(d) (Jesus Christus vom Standtpunkte des Psychiaters, 1905) l-a descris pe Isus ca fiind un om cu un „sistem delirant fix”. Cu toate acestea, abia în momentul în care Charles Binet-Sanglé, în lucrarea sa în patru volume La folie de Jésus, a discutat pe larg atunci vizibil subiectul sănătății mintale a lui Isus a fost luat în serios. Binet-Sanglé l-a diagnosticat pe Isus ca suferind de paranoia religioasă:
 Pe scurt, natura halucinațiilor lui Isus, așa cum sunt descrise în Evangheliile ortodoxe, ne permite să concluzionăm că fondatorul religiei creștine a fost afectat de paranoia religioasă. (vol. 2, p. 393) 
 Părerea sa a fost împărtășită de psihiatrul din New York, William Hirsch⁠(d), care, în 1912, a publicat studiul Religion and Civilization: The Conclusions of a Psychiatrist enumerând o serie de comportamente aberante mintale ale lui Isus. Hirsch a fost de acord cu Binet-Sanglé în faptul că Iisus a fost afectat de halucinații și a arătat spre „megalomania, care s-a instalat încet și ireversibil”. Hirsch a concluzionat că Isus a fost paranoic - pur și simplu, adăugând că: 
 Dar Hristos oferă în toate privințele o imagine absolut tipică a unei boli psihice binecunoscute. Tot ceea ce știm despre el corespunde exact exact aspectului clinic al paranoiei, încât este greu de conceput cum cineva, la toate cunoștințele de tulburări mentale, poate să aibă cea mai mică îndoială cu privire la corectitudinea diagnosticului. (p. 103) 
 Psihiatrul YV Mints (1927) l-a diagnosticat și pe Isus ca suferind de paranoia.  Acest lucru a fost reflectat în romanul Maestrului și Margaritei lui Mikhail Bulgakov, în care Iisus este înfățișat (articulat de Pilat) ca un nebun inofensiv.
Sănătatea mentală a lui Isus a fost pusă la îndoială și de psihiatrii britanici William Sargant⁠(d) și Raj Persaud⁠(d), o serie de psihologi ai orientării psihanalitice, de exemplu, Georges Berguer⁠(d) în studiul său „Quelques traits de la vie de Jésus au point de vue psychologique et psychanalytique”.
Władysław Witwicki, filozof și psiholog raționalist polonez, în comentariile la propria sa traducere a Evangheliilor lui Matei și Marcu (Dobra Nowina według Mateusza i Marka⁠(d)) atribuite subiectivismului lui Isus, a crescut sentimentul de propria putere și superioritate asupra altora, egocentrismului și tendința de a subjuga alte persoane, precum și dificultățile de comunicare cu lumea exterioară și tulburare de personalitate multiplă, care l-a făcut un tip schizotimic sau chiar schizofrenic (conform tipologiei lui Ernst Kretschmer).

Psihiatrul englez Anthony Storr în cartea sa finală Feet of Clay; Sfinții, păcătoșii și nebunii: A Study of Gurus (1996) sugerează că există similitudini psihologice între „mesia” nebun precum Jim Jones, David Koresh și liderii religioși respectați, inclusiv Isus. Storr urmărește tiparele tipice, adesea implicând tulburări psihotice care modelează dezvoltarea unui guru. Studiul său este o încercare de a-L privi pe Isus ca unul dintre mulți alți guru. Storr este de acord cu majoritatea savanților despre Isus cel istoric, care sunt înclinați spre ipoteza lui Isus ca profet apocaliptic . 
 Pare inevitabil că Isus a împărtășit părerea apocaliptică că cucerirea finală a lui Dumnezeu peste rău era la îndemâna lui și că Împărăția lui Dumnezeu va fi înființată pe pământ în viitorul apropiat. 
 Storr recunoaște multe asemănări ale lui Isus cu alți guru. De exemplu, trece printr-o perioadă de conflict intern în timpul postului său în deșert. Potrivit lui, dacă Isus s-a considerat într-adevăr un adjunct pentru Dumnezeu și ar crede că într-o zi va coborî din cer pentru a guverna, el era foarte asemănător cu gurusii pe care îi descrisese anterior ca predicatori ai amăgirilor posedate de mania măreției. El observă că Isus nu era ideal în viața de familie (Marcu 3:31–35; Marcu 13:12–13). Guru rămân adesea indiferenți la legăturile de familie. Alte asemănări, potrivit lui Storr, includ credința lui Isus în primirea unei revelații speciale de la Dumnezeu și o tendință la elitism, în sensul că Isus credea că a fost special marcat de Dumnezeu.
Neurologul american Robert Sapolsky⁠(d) în cartea sa The Trouble with Testosterone: and Other Essays on the Biology of the Human Predicament (1997, 1998) și în prelegeri sugerează că Isus avea o tulburare de personalitate schizotipală⁠(d)
În 1998–2000 Leszek Nowak (născut în 1962) din Poznań a autorizat un studiu în care, bazat pe propria sa istorie de amăgire religioasă a misiunii și idei supraevaluate, și informații comunicate în Evanghelii, a încercat să reconstruiască psihologia lui „Isus”, cu viziunea lui Isus ca profet apocaliptic, ținând cont de ipoteza „sinuciderii prin procură”. El face acest lucru în capitole care conțin, în succesiune, o analiză a trăsăturilor de caracter ale „salvatorului omenirii”, o descriere a posibilului parcurs al evenimentelor din perioada activității publice a lui Isus și o explicație naturalistă a minunilor sale.
În 2012, o echipă de psihiatri, psihologi comportamentali, neurologi și neuropsihiatri de la Harvard Medical School a publicat o cercetare care a sugerat dezvoltarea unei noi categorii de diagnostic a tulburărilor psihiatrice legate de amăgirea religioasă și hiper-religiozitatea. Au comparat gândurile și comportamentele celor mai importante figuri din Biblie (Abraham, Moise, Isus și Paul) cu pacienții afectați de tulburări mentale legate de spectrul psihotic folosind diferite grupuri de tulburări și criterii de diagnostic (DSM-IV-TR), și au concluzionat că aceste figuri biblice:
„ar fi putut avea simptome psihotice care au contribuit la inspirație pentru revelațiile lor”, cum ar fi schizofrenia, tulburarea schizoafectivă, depresia maniacală, tulburarea delirantă, amăgirea de grandoare, halucinații vizual-auditive, paranoia, sindromul Geschwind⁠(d) (în special Paul) și experiențe anormale asociate cu epilepsia lobului temporal (TLE). Autorii sugerează că Isus a căutat să se condamne la moarte („sinucidere prin procură” - en. „suicide by proxy”).

Consiliul Arhiepiscopilor Bisericii Angliei a realizat un ghid intern pe tema sănătății mintale, un posibil subiect pe care să-l abordeze bisericile în predicile lor. În acesta se afirmă că Iisus Hristos, Ioan Botezătorul, Sfântul Pavel și alte personaje din Biblie ar fi avut probleme de sănătate mintală.

## Opinii care apără sănătatea mintală a lui Isus
Opiniile și publicațiile care pun sub semnul întrebării sănătatea lui Isus, în special Charles Binet-Sanglé și William Hirsch, au declanșat reacții polemice. Aceștia au fost întâmpinați de Albert Schweitzer în teza sa de doctorat intitulată The Psychiatric Study of Jesus: Exposition and Criticism (Die psychiatrische Beurteilung Jesu: Darstellung und Kritik, 1913) și de teologul american Walter E. Bundy⁠(d) în cartea sa din 1922, Sănătatea psihică a lui Isus.
Sănătatea mintală a lui Isus este apărată de psihiatrii Olivier Quentin Hyder, și de Pablo Martinez și Andrew Sims⁠(d) în cartea lor Nebun sau Dumnezeu? Isus: Mintea cea mai sănătoasă dintre toate (2018).
De asemenea, apologiștii creștini, precum Josh McDowell și Lee Strobel⁠(d), preiau subiectul apărării sănătății lui Isus.
Papa Benedict al XVI-lea a scris în cartea sa despre Iisus din Nazaret: 
 Un curent larg al teologilor liberali a interpretat Botezul lui Isus ca o experiență vocațională. După ce a dus o viață perfect normală în provincia Galileii, în momentul botezului său se spune că a avut o experiență cutremurătoare. Atunci, ni se spune, el a devenit conștient de relația sa specială cu Dumnezeu și misiunea sa religioasă. De asemenea, această misiune a avut originea în așteptările pe atunci dominante în Israel, redimensionate creativ de Ioan și din tulburările emoționale pe care evenimentul Botezului său le-a produs în viața lui Isus. Dar nimic din acestea nu poate fi găsit în texte. Oricât de multă erudiție savantă intră în prezentarea acestei lecturi, ea trebuie văzută ca fiind mai asemănătoare cu un „roman al lui Iisus” decât ca o interpretare efectivă a textelor. Textele nu ne oferă nicio fereastră în viața interioară a lui Isus - Isus stă deasupra psihologiei noastre (Guardini, Das Wesen des Christentums). 
Profesorul universitar de Noul Testament Bart Ehrman, care e ateu agnostic, a scris pe blogul său:
Și s-ar putea să fi gândit (eu cred că a făcut-o) că va fi pus Mesia în regatul viitor. Asta poate fi o viziune exaltată a rolului său, dar nu cred că prin asta Isus era nebun. Îl face un profet apocaliptic extrem de încrezut în sine. Erau și alții pe vremea respectivă cu viziuni grandioase. Nu cred că asta îl face bolnav mental. Îl face un evreu apocaliptic din primul secol.

## Vezi și
- Complex Mesia
- Sindromul Ierusalim
- Sindromul Stendhal
- Complexul lui Dumnezeu
- Isus cel istoric
- Nebun întru Hristos
- Tulburarea bipolară
- Schizofrenie

## Legături externe
- Binet-Sanglé, Charles (1908). „La Folie de Jésus (tome 1). Son hérédité. Sa constitution. Sa physiologie”. Internet Archive (în franceză). A. Maloine. Accesat în 20 noiembrie 2019.
- Binet-Sanglé, Charles (1910). „La Folie de Jésus (tome 2). Ses connaissances. Ses idées. Son délire. Ses hallucinations”. Internet Archive (în franceză). A. Maloine. Accesat în 20 noiembrie 2019.
- Binet-Sanglé, Charles (1912). „La Folie de Jésus (tome 3). Ses facultés individuelles. Ses sentiments. Son procès”. Internet Archive (în franceză). A. Maloine. Accesat în 20 noiembrie 2019.
- Binet-Sanglé, Charles (1915). „La Folie de Jésus (tome 4 et dernier). Sa morale, son activité. Diagnostique de sa folie”. Internet Archive (în franceză). A. Maloine. Accesat în 20 noiembrie 2019.
- 13 questions to Wouter Hanegraaff pe YouTube